# Инженер-генерал
Инженер-генерал
Инжене́р-генера́л — должность и с 1728 года военный чин в русской армии (существовал до 1917 года).

## Россия
Вероятно, первым генералом-инженером в русской армии с 1703 года являлся Ж. Г. Ламбер де Герен. На тот момент это была лишь армейская инженерная должность, и Ламбер де Герен занимал её в чине полковника. Должность генерал-инженера (как начальника инженеров в армии) также упоминается в Воинском уставе 1716 года.
Официально должность генерал-инженера (уже как начальника Инженерного корпуса) введена указом императора Петра ІІ от 3 июня 1728 года (она была отнесена к военным чинам 3-го класса Табели о рангах). В конце XVIII века, при императоре Павле I, этот чин был перемещён во 2-й класс Табели о рангах для переименования генерал-аншефов, служивших по инженерной части.
В 1802 году с учреждением Инженерной экспедиции (с 1812 года — Инженерный департамент Военного министерства) инженерные войска русской армии были окончательно отделены от артиллерии и чин полного генерала в инженерных войсках стал именоваться исключительно как инженер-генерал.
Инженер-генерал мог быть генерал-инспектором по инженерной части, товарищем (заместителем) генерал-инспектора по инженерной части, инспектором всего Инженерного департамента, директором Инженерного департамента, командующим армейским отрядом, полевым инспектором инженерной части при Штабе Верховного главнокомандующего, начальником инженеров фронта, членом Инженерного комитета Военного министерства, профессором Николаевской инженерной академии. На практике инженер-генералы также руководили строительством укреплений, а в некоторых случаях как полные генералы осуществляли руководство общевойсковыми соединениями.
В Петроградском военном округе чин прекратил существование с 3 декабря 1917 года на основании приказа по округу.
В армейских частях на остальной территории Российской республики, подконтрольной Совнаркому, чин прекратил существование 17 декабря 1917 года — даты вступления в силу принятого Совнаркомом «Декрета об уравнении всех военнослужащих в правах».
| младший военный чин: Инженер-генерал-лейтенант | Инженер-генерал (Генерал рода войск) | старший военный чин: нет |

## Список российских инженер-генералов
Перед именем указан год присвоения чина, после имени — годы жизни.
1. 1701 — Ламбер де Герен, Жозеф Гаспар (?)
2. 1725 — де Бриньи, Пётр (ум. 1754; по другим данным: г.-л.)
3. 1783 — Бауер, Фёдор Вильгельмович (1731—1783)
4. 1786? — Долгоруков, Владимир Сергеевич (1717—1803)
5. 1798 — Фемерс, Матвей Андреевич (?)
6. 1798 — Фуников, Егор Иванович (1739—1822)
7. 1799 — Витте, Яков Яковлевич де (1739—1809)
8. 1799 — Кнорринг, Густав Иванович (?)
9. 1799 — Князев, Иван Иванович (1747—1823)
10. 1799 — Сухтелен, Пётр Корнилович (1751—1836)
11. 1810 — Деволан, Франц Павлович (1752—1818)
12. 1823 — Опперман, Карл Иванович (1766—1831)
13. 1834 — Карбоньер, Лев Львович (1770—1836)
14. 1843 — Геруа, Александр Клавдиевич (1784—1852)
15. 1843 — Ден, Иван Иванович (1785—1859)
16. 1850 — Дестрем, Мориц Гугович (1787—1855)
17. 1852 — Шильдер, Карл Андреевич (1785—1854)
18. 1853 — Вильсон, Александр Яковлевич (1793—1866)
19. 1855 — Лехнер, Андрей Андреевич (1784—1869)
20. 1856 — Витовтов, Павел Александрович (1797—1876)
21. 1856 — Фельдман, Александр Иванович (1790—1861)
22. 1859 — Готман, Андрей Данилович (1790—1865)
23. 1860 — великий князь Николай Николаевич (1831—1891)[12]
24. 1862 — Люце, Фёдор Иванович (1785—1866)
25. 1862 — Рерберг, Фёдор Иванович (1791—1871)
26. 1863 — Трузсон, Пётр Христианович (1785—1865)
27. 1865 — Сорокин, Алексей Фёдорович (1795—1869)
28. 1867 — Шарнгорст, Василий Львович (1799—1873)
29. 1868 — Мельников, Алексей Петрович (1808—1879)
30. 1868 — Герстфельд, Эдуард Иванович (1798—1878)
31. 1869 — Мельников, Павел Петрович (1804—1880)
32. 1869 — Тотлебен, Эдуард Иванович (1818—1884)
33. 1872 — Амосов, Иван Афанасьевич (1800—1878)
34. 1874 — Кауфман, Константин Петрович (1818—1882)
35. 1878 — Кауфман, Михаил Петрович (1822—1902)
36. 1880 — Дмитриев, Иван Сергеевич (1803—1881)
37. 1880 — Озерский, Александр Дмитриевич (1813—1880)
38. 1882 — Семёнов, Александр Петрович (1806—1882)
39. 1883 — Дельвиг, Андрей Иванович (1813—1887)
40. 1883 — Ульрих, Ромео Корнильевич (1809—1884)
41. 1884 — Лебедев, Николай Семёнович (? — 1884)
42. 1886 — Вансович, Афанасий Николаевич (1815—1892)
43. 1887 — Зверев, Константин Яковлевич (1821—1890)
44. 1887 — Тидебель, Сигизмунд Андреевич (1824—1890)
45. 1888 — Рейтлингер, Александр Иванович (1820—1894)
46. 1888 — Серебряков, Аполлон Алексеевич (1811—1895)
47. 1888 — Тилло, Эдуард Иванович (1820—1893)
48. 1889 — Ахшарумов, Вениамин Иванович (1825—1907)
49. 1891 — Краузольд, Александр Эммануилович (1815—1892)
50. 1891 — Рерберг, Пётр Фёдорович (1835—1912)
51. 1892 — Орловский, Николай Осипович (1822—1895)
52. 1892 — Шванебах, Борис Антонович (1823—1905)
53. 1894 — Андреев, Пётр Григорьевич (1812—1899)
54. 1894 — Икорников, Николай Иванович (1826—1911)
55. 1894 — Коссинский, Павел Дмитриевич (1827—1908)
56. 1896 — Подымов, Александр Дормидонтович (1824—1909)
57. 1896 — Хлебников, Константин Дмитриевич (1822—1908)
58. 1896 — Чемерзин, Александр Яковлевич (1830—1916)
59. 1897 — Конаржевский, Генрих Альбертович (1833—1906)
60. 1897 — Ходжаминасов, Тархан Агамалович (1825—1909)
61. 1897 — Эйлер, Николай Леонтьевич (1816—1898)
62. 1898 — Бурман, Владимир Георгиевич (1832—1909)
63. 1900 — Войницкий, Генрих Станиславович (1833—1915)
64. 1900 — Петров, Николай Павлович (1836—1920)
65. 1901 — Копанский, Николай Васильевич (1832—1907)
66. 1904 — Берх, Александр Маврикиевич (1830—1909)
67. 1904 — Богаевский, Николай Венедиктович (1843—1912)
68. 1904 — Рутковский, Яков Константинович (1843—1904)
69. 1904 — Савурский, Александр Александрович (1827—1912)
70. 1906 — Случевский, Капитон Константинович (1843—1906)
71. 1906 — Вернандер, Александр Петрович (1844—1920)
72. 1906 — Кюи, Цезарь Антонович (1835—1918)
73. 1906 — Майер, Леонтий Леонтьевич (1839—1910)
74. 1906 — Унтербергер, Павел Фёдорович (1842—1921)
75. 1907 — Кушнерев, Иван Иванович (1835 — н/р 1907)
76. 1907 — Писаревский, Николай Петрович (1841—1907)
77. 1907 — Туманов, Николай Евсеевич (1844—1917)
78. 1908 — Неплюев, Владимир Степанович (1847 — н/р 1917)
79. 1908 — Саранчов, Евграф Семёнович (1850 — н/р 1917)
80. 1909 — Кирпичёв, Константин Львович (1844—1910)
81. 1909 — Свищевский, Дмитрий Тимофеевич (1840—1922)
82. 1909 — Старынкевич, Олимпий Иванович (1837—1909)
83. 1910 — Александров, Николай Фомич (1851—1915)
84. 1910 — Галлер, Михаил Фёдорович (1841 — н/р 1917)
85. 1910 — Махович, Каэтан Власович (1843 — н/р 1917)
86. 1910 — Воронцов-Вельяминов, Алексей Павлович (1843—1912)
87. 1910 — Оприц, Александр Ильич (1843 — н/р 1917)
88. 1910 — Сукин, Иван Михайлович (1842—1911)
89. 1910 — Тризна, Дмитрий Степанович (1846 — н/р 1912)
90. 1910 — Александров, Сергей Иванович (1845—1913)
91. 1911 — Будзынский, Станислав Константинович (1848 — н/р 1917)
92. 1912 — Веденяпин, Александр Алексеевич (1845 — н/р 1918)
93. 1912 — Холостов, Константин Фёдорович (1849 — н/р 1913)
94. 1913 — Шелковников, Нил Николаевич (1851 — н/р 1917)
95. 1914 — Мясковский, Яков Константинович (1847—1918)
96. 1914 — Николенко, Николай Михайлович (1855 — 1920-е)
97. 1914 — Прескотт, Николай Эдгарович (1851—1919)
98. 1915 — Колосов, Александр Николаевич (1851 — н/р 1918)
99. 1915 — Крюков, Николай Александрович (1850—1915)
100. 1915 — Юрьев, Владимир Сергеевич (1854—1919)
101. 1916 — Ивков, Дмитрий Петрович (1849—1916)
102. 1916 — Величко, Константин Иванович (1856—1927)
103. 1916 — Третьяков, Николай Александрович (1854—1917)
104. 1917 — Кирпичёв, Нил Львович (1850—1927)
105. 1917 — Маслов, Алексей Николаевич (1852—1922)

## Германия
В Третьем рейхе звание генерала инженерных войск (нем. General der Pionier) стояло ниже звания генерал-фельдмаршала и генерал-полковника и выше генерал-лейтенанта.